# Podwysoka
Podwysoka (ukr. Підвисоке) – wieś na Ukrainie, w rejonie śniatyńskim obwodu iwanofrankiwskiego, założona w 1443.
W II Rzeczypospolitej miejscowość należała do gminy wiejskiej Stecowa w powiecie śniatyńskim województwa stanisławowskiego.
Wieś liczy 2519 mieszkańców.